# Sectorul 5
Sectorul 5 este un sector în București, situat în partea de sud-vest a municipiului, cuprins între sectoarele 4 (la est) și 6 (la vest). În centrul orașului, sectorul 5 are granițe comune și cu sectoarele 1 și 3.

## Delimitare[2]
Începând de la intersecția B-dul. Regina Elisabeta cu Calea Victoriei
- Limita de est a sectorului urmează traseul: Calea Victoriei până la P-ța Națiunile Unite (ambele exclusiv), Str. Apolodor până la Str. Sfinții Apostoli, pe Str. Sfinții Apostoli până la Str. Antim, Str. Antim (toate inclusiv) până la Str. George Georgescu (fostă Calea Rahovei), Str. George Georgescu (fostă Calea Rahovei), traversează Bulevardul Libertății, Calea Rahovei până la intersecția cu Str. Gazelei, pe Str. Gazelei, pe Str. Mitropolitul Filaret (toate exclusiv) până la Str. Fabrica de Chibrituri, pe Str. Fabrica de Chibrituri (inclusiv), pe limita dintre fostele incinte ale I.T.A. București și I.T.A. Ilfov (lângă Autogara Filaret), Str. Serg. major Ancuța Ilie, pe Str. Cuțitul de Argint până la strada Mitropolitul Veniamin Costache, pe Str. Mitropolitul Veniamin Costache până la Str. Mitropolitul Iosif, pe Str. Mitropolitul Iosif, Calea Șerban Voda, Șos. Giurgiului (toate exclusiv), până la linia de cale ferată București-Giurgiu.
- Limita sud-estică este formată de o linie convențională spre vest de la intersecția căii ferate București-Giurgiu cu Șos. Giurgiului până la Str. Orșova, pe Str. Orșova (inclusiv) până la Șos. București-Măgurele. Limita continuă cu o linie convențională de la intersecția șoselei București-Măgurele cu Str. Orșova, spre nord-vest până la drumul ce face legătura cu Gara Vîrteju; se continuă pe acest drum cu direcția nord-est până la Str. Botorca, pe Str. Botorca (inclusiv) până la Str. Simfoniei; de la Str. Simfoniei spre sud-vest pe drumul ce face legătura cu Str. Piatra Șoimului, pe Str. Drăganul (exclusiv) intersectând Șos. Alexandriei în dreptul km. 8, apoi stația de pompare a Întreprinderii canal-apă București, urmează Str. Ghidiceni spre sud-vest, circa 800 m, de unde continuă cu o linie convențională până la Prel. Ghencea la intersecția cu intrarea Floarea Galbenă, cuprinzând și Stațiunea experimentală de plante medicinale București.
- Spre nord limita sectorului urmează traseul: Prel. Ghencea de la intrarea Floarea Galbenă până la Str. Brașov, pe Bd-ul. Ghencea până la intersecția cu Calea 13 Septembrie, de unde se înscrie pe Drumul Sării, B-dul. Geniului, Șos. Cotroceni până la râul Dâmbovița (toate exclusiv), de unde urmează firul râului Dâmbovița până la podul Elefterie, în continuare pe B-dul. Regina Elisabeta (inclusiv) până la intersecția cu Calea Victoriei.

## Localizare geografică
Situat în partea de sud-vest a Bucureștiului, cu prelungiri în zona județului Ilfov, care conduc spre orașele Giurgiu și Alexandria, sectorul 5 se învecinează la est cu sectorul IV, la nord cu sectoarele I și III și la vest cu sectorul VI, desfășurându-se pe o suprafață de 29 km², cu o populație de cca 270.000 de locuitori.
Pornind ca și celelalte sectoare din centrul capitalei, sectorul V conturează și el o parte din desenul unei flori cu șase petale, care se deschid spre toate punctele cardinale ale orașului. Suprafața acestui sector, în care predomină relieful plat de câmpie este străbătut în zona sa nordică de o porțiune a râului Dâmbovița, care avea pe malul ei drept Dealul Mihai Vodă (cunoscut și sub numele de Dealul Spirei sau Dealul Arsenalului) unde își avea sălașul zona istorică a capitalei dominat de străvechea mănăstire Mihai Vodă, monument emblematic al Bucureștiului. Alt relief pronunțat ce domină partea nordică a sectorului 5 este Dealul Cotrocenilor, odinioară acoperit de întinsele păduri ale Vlăsiei, de livezi și de culturi bogate de viță de vie, ce se prelungeau până spre Dealul Patriarhiei, Radu Vodă, Dealul Văcăreștilor și actuala Șosea a Viilor, alcătuind așa numita Podgorie a Bucureștiului.

## Localizare istorică
Istoria sectorului V este legată de vatra străveche a Bucureștiului, ale cărei vestigii arheologice atestă așezări omenești încă din perioada paleoliticului. Mărturii ale unei civilizații preistorice descoperite în Dealul Mihai Vodă sau urmele culturii geto-dacilor de pe malurile Dâmboviței, bisericile și așezămintele domnești renăscute de atâtea ori din ruine, drumurile comerciale și evoluția târgului medieval până la crearea urbei moderne, toate acestea vorbesc de identitatea sectorului V, care, alături de perimetrul sectoarelor III și IV, formează zona cea mai veche a Bucureștiului. 
Această zonă încărcată de istorie, supusă multor încercări și urgii a fost marcată de pierderea sau dislocarea unor monumente de referință pentru memoria orașului, ce ar trebui refăcute cu apă vie și repuse pe piedestalul lăsat de străvechii lor ctitori.

## Instituții importante
- Palatul Parlamentului
- Palatul administrativ al Municipiului București (până în 2010 Primăria Municipiului București)
- Ministerul Apărării Naționale
- Academia Tehnică Militară din București
- Universitatea Națională de Apărare Carol I
- Universitatea de Medicină și Farmacie "Carol Davila"
- Universitatea din București (Rectoratul, Facultatea de Chimie, Facultatea de Drept, Facultatea de Psihologie și Științele Educației)
- Opera Națională București
- Institutul Cervantes cu sediul în clădirea ce a adăpostit Hotel Cișmigiu
- Colegiul Național Gheorghe Lazăr

## Muzee/monumente
- Muzeul Național de Artă Contemporană
- Muzeul Gheorghe Tattarescu
- Autogara Filaret - clădirea primei gări feroviare din România (linia București-Giurgiu, 1869)
- Palatul Bragadiru
- Grand Hôtel du Boulevard
- Palatul Vama Poștei
- Mănăstirea Antim
- Vama București Antrepozite
- Monumentul Eroilor Sanitari
- Monumentul Eroilor Patriei
- Statuia lui George Enescu din București
- Statuia lui Mihail Kogălniceanu din București
- Monumentul Domniței Bălașa
- Unul din edificiile prețioase ale sectorului V, care a rezistat timp de secole seismelor, focului și năvălirilor dușmane, fiind sacrificat în 1984 de ambiția nefastă a unui conducător megaloman, a fost Biserica mănăstirii Cotroceni, ridicată între anii 1679-1681 de domnitorul Șerban Cantacuzino. Biserica, purtând hramul Maicii Domnului era o perfecțiune a artei românești medievale și era pictată de renumitul zugrav Pârvu Mutu. Biserica făcea parte din complexul caselor domnești în care au locuit de-a lungul timpului ctitorul Șerban Cantacuzino, Constantin Brâncoveanu, Alexandru Ioan Cuza. Din 1893, casele domnești sunt refăcute, alături fiind ridicat Palatul Regal Cotroceni, după proiectul arhitectului francez Paul Gottereau, edificiul fiind completat mai apoi cu elemente în stil tradițional românesc de arhitectul Grigore Cerchez.

## Parcuri
- Parcul Eroilor Sanitari
- Parcul Izvor
- Parcul Sebastian
- Parcul Humulești
- Parcul Romniceanu
- Parcul Ferentari
- Parcul Pecineaga

## Politică
Primarul sectorului 5 este Vlad Popescu Piedone, ales din partea Partidului Umanist Social Liberal (PUSL). Consiliul Local al Sectorului 5 este format din 31 de consilieri, cu următoarea compoziție bazată pe partid politic, după alegerile locale din 2024:
| % | Partid          | Consilieri | Componența Consiliului | Componența Consiliului | Componența Consiliului | Componența Consiliului | Componența Consiliului | Componența Consiliului | Componența Consiliului | Componența Consiliului | Componența Consiliului |
| - | --------------- | ---------- | ---------------------- | ---------------------- | ---------------------- | ---------------------- | ---------------------- | ---------------------- | ---------------------- | ---------------------- | ---------------------- |
|   | PUSL            | 9          |                        |                        |                        |                        |                        |                        |                        |                        |                        |
|   | Alianța PSD-PNL | 8          |                        |                        |                        |                        |                        |                        |                        |                        |                        |
|   | ADU             | 7          |                        |                        |                        |                        |                        |                        |                        |                        |                        |
|   | AUR             | 3          |                        |                        |                        |                        |                        |                        |                        |                        |                        |